# Sjambok

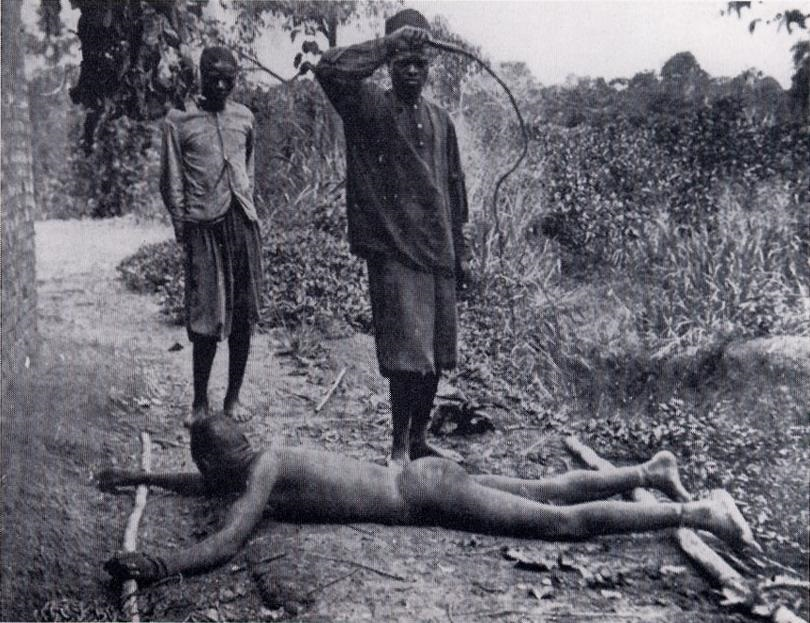
Flagellazione con uno sjambok in Congo

Lo sjambok o litupa  è una tradizionale frusta di cuoio del Sudafrica, qualche volta viene visto come sinonimo di apartheid e ora è ancora usato al di fuori dell'ordinamento giudiziario ufficiale. 
Il nome sembra avere origine come cambuk in Indonesia, dove era il nome di un'asta di legno per punire gli schiavi.

## Costruzione
Viene fatto con la pelle di ippopotamo adulto (o di rinoceronte) o spesso di plastica. Una striscia della pelle d'animale è tagliata di una lunghezza tra gli 0,9 e gli 1,5 metri, affusolata per 25 mm a strati, alla punta 9 mm.
Questa striscia viene arrotolata (possibilmente tra due piatti di metallo) finché non raggiunge una forma circolare. La frusta è flessibile come un fanone e molto dura. Una versione di plastica è usata dal servizio di polizia del Sudafrica per il controllo delle rivolte.

## Altre nominazioni
Quando gli schiavi malesi furono importati in Sudafrica, lo strumento e il suo nome erano importati con loro, il materiale era cambiato in pellame, e il nome fu infine incorporato in Afrikaans: sjambok.
Lo sjambok è anche chiamato imvubu (che significa ippopotamo in zulu), kiboko (ippopotamo in swahili) e mnigolo in nalinké. Nelle colonie africane portoghesi e nello Stato Libero del Congo venne chiamato chicotte, che deriva da frusta in lingua portoghese. Delle volte per renderla più lacerante si uniscono chiodi.
Nella Repubblica Democratica del Congo è conosciuto come fimbo ed è usato ai lavori forzati dalla gente del luogo per la fustigazione.